# KOMA (Film)
KOMA ist ein Spielfilm des österreichischen Film- und Theaterregisseurs Ludwig Wüst.
Der Film ist sein Spielfilmdebüt. Bei den 31. Filmfestspielen von Moskau 2009 feierte der Film seine Weltpremiere. Der Kinostart in Österreich war am 17. September 2010. KOMA ist der erste österreichische Film, der zeitgleich mit dem Kinostart einen weltweiten Start im Internet als Video-on-Demand bei der Kinoplattform MUBI hatte.

## Handlung
Die Hauptfigur des Films, Hans, lebt als Taxifahrer mit seiner Familie am Stadtrand von Wien.
Zu seinem 50. Geburtstag findet ein Fest für ihn statt, zu dem er nicht erscheint. Stattdessen sieht man ihn rastlos durch einen Wald streifen. Sein Sohn sieht sich unterdessen mit seinem Freund Richy Snuff-Videos im Internet an. Richy brennt Hans’ Sohn eine DVD von einem bestimmten Video, in dem ein Mann eine Frau prügelt, bis sie regungslos liegen bleibt. Hans’ Sohn lässt die DVD in der Wohnung liegen. Die Mutter glaubt, dass es sich um sein Geburtstagsgeschenk für den Vater handelt, und packt dieses mit Geschenkpapier ein.
Abends kehrt der Vater zurück und findet die Spuren des Festes für ihn. Er öffnet das Geschenk mit der DVD und schaut sich das Video an. Er sieht sich mit seiner Vergangenheit konfrontiert, da die Prügelszene ihn selbst zeigt.
Er verlässt die Familie und sucht die Frau aus dem Video, die er in Deutschland in einem Pflegeheim findet. Sie ist im Wachkoma. Er nimmt sie zu sich und pflegt sie. Das Ende des Films zeigt die beiden bei einer Liebesszene im Bett.

## Kritiken
„Wüst legt nun mit Koma seine erste abendfüllende Arbeit mit größerem Ensemble vor, und sie ist eine der Entdeckungen dieser Viennale. ... Die Kombination von Provokation und Präzision ist bemerkenswert: Wüst rührt beiläufig an Tabuthemen, während er seine stilistischen Wagnisse weiter vorantreibt, etwa seine Faszination für lange Einstellungen und den unverkrampften Umgang mit Dialekt.“

„Alltag und Gewaltpornographie liegen hier nah beieinander. Man denkt angesichts der sehr dringlichen, kompromisslosen Inszenierung Wüsts an den traumatischen Realismus der Brüder Dardennne, auch an die Medienschocker Michael Hanekes.“

„Gefilmt mit digitaler Handkamera wirkt jede Einstellung wie eine Miniatur des großen Geheimnisses.“

„Wie sich all die Beiläufigkeiten zur Unerträglichkeit steigern, das erinnert an Haneke, wie Wüst den Alltag dokumentiert logischerweise an Seidl. Und dann wird doch noch etwas ganz Eigenes aus Koma. Das Crescendo der Einsamkeit und der Gewalt bekommt eine Coda, die überrascht, berührt und gleichzeitig, je nach Interpretation, noch eine Dimension des Schreckens mehr bereithält. Koma ist einer jener Filme, die nach dem Sehen nachbrausen, die Geduld verlangen, aber gleichzeitig mit der Ungeduld der Zuschauer arbeiten. Dass Ludwig Wüst mehr sein will und kann als ein Epigone, das macht der Film sehr deutlich.“

„Ein obsessiver Film über obsessive Menschen ... Um eine Pathologie der bürgerlichen Kleinfamilie zum Beispiel geht es Koma nicht, die ist lediglich ein Ausgangspunkt. ... Koma ist kein Versuchsaufbau, in den der Zuschauer passgenau eingespannt ist und bearbeitet wird, sondern eine lange Zeit ergebnisoffene Versenkung in die Unglück verheißenden Dynamiken seiner eigenen Bilder.“

„Last Exit: Kleinbürgerhölle! Regisseur Ludwig Wüst konfrontiert uns mit komatös- starren Bildern voller Eindringlichkeit, die die Orientierungslosigkeit seines Protagonisten wiewohl auch die vernichtende Sprachlosigkeit innerhalb der Familie spürbar machen. Ein Film – und Mann im Schwebezustand. Der bewusstseinserweiternde Aufprall erfolgt erst sehr viel später...“

## Auszeichnungen und Festivals
- Internationales Filmfestival Moskau (Wettbewerb)
- Internationales Filmfestival Reykjavík (Wettbewerb)
- Festival du Nouveau Cinéma Montréal (Wettbewerb)
- Filmfestival Max Ophüls Preis (Spektrum)
- Internationale Hofer Filmtage (Wettbewerb)
- Viennale
- Diagonale (Wettbewerb)
- Internationales Filmfestival Split (Wettbewerb)
- Nordkapp Filmfestival (Wettbewerb)
- Tamil Nadu International Filmfestival: Bester Film